# Mercado Roma
Mercado Roma es un mercado público, el primero en la Ciudad de México de comida gourmet, abierto en 2014. Está ubicado sobre la calle de Querétaro en la Colonia Roma Norte. Los puestos del mercado ofrecen comida orgánica y gourmet para comprar; en otros se puede comer pozole, tacos, tapas, hamburguesas, y otras comidas en las barras de los puestos o en mesas comunes. Algunos puestos son sucursales de tiendas y restaurantes conocidos de la ciudad, tales como Que Bo! chocolate, Azul (comida mexicana) y Butcher and Sons (hamburguesas).
El local tiene mucha historia, pues por más de 40 años fue la guarida del Bar Gran León (descendiente del Bar León del Centro Histórico), en donde el genial conjunto de Pepe Arévalo y sus Mulatos hacía bailar al público con sus salsas y otros sones tropicales como “La Negra Tomasa”, “Qué Pachó”, “Salomé”, “El Bodeguero” y muchos más.
Mercado Roma cuenta con varios puestos en los que se pueden encontrar libros de cocina (Porrúa), artículos para chefs (PermaChef), entre otros. También se puede encontrar una galería de arte popular (Caracol Púrpura).

## Arquitectura

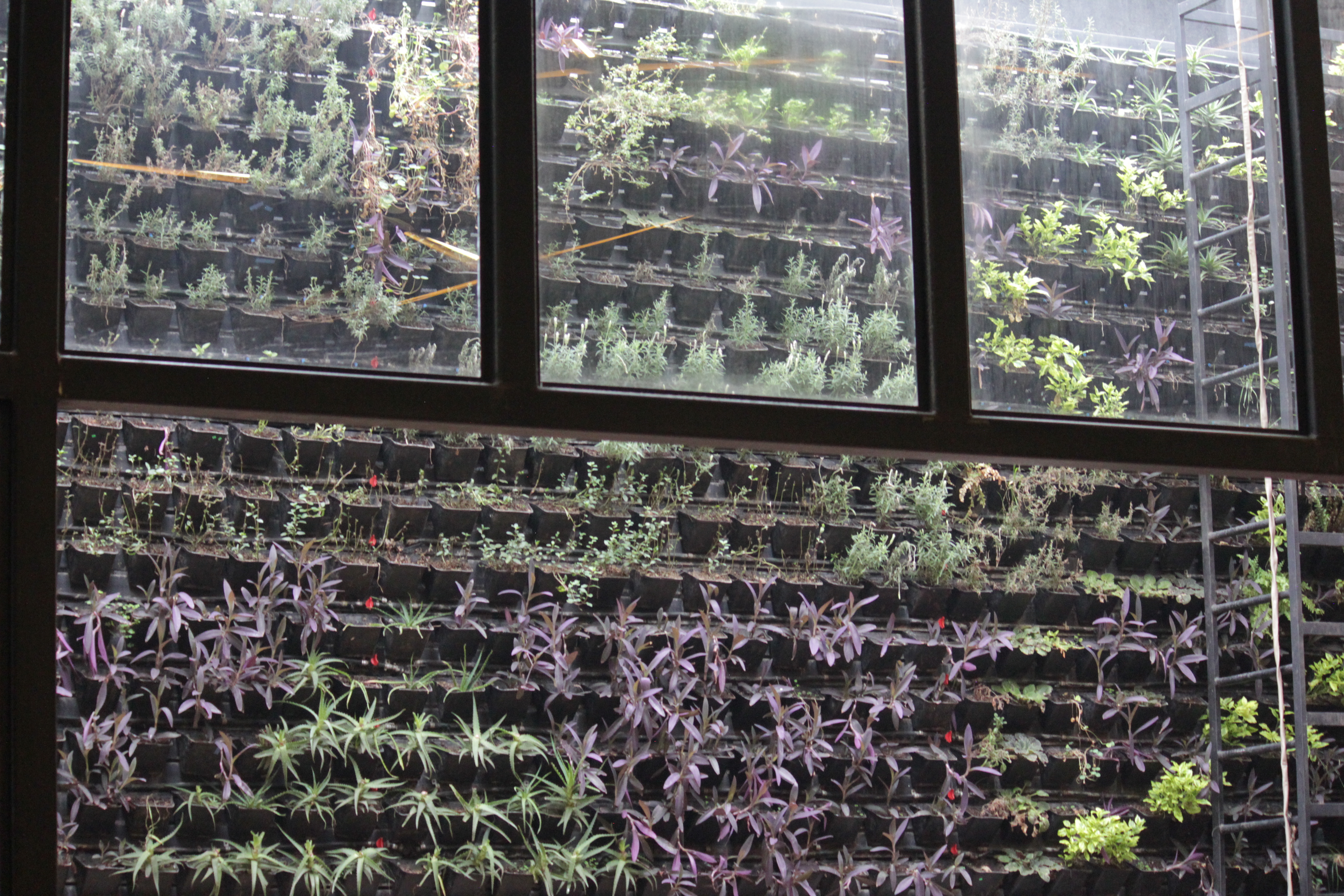
Huerto vertical, Mercado Roma

Para este proyecto se reutilizó un espacio de carácter industrial ubicado en la parte norte de la colonia Roma, en la calle de Querétaro 225. 
Michel Rojkind fue el encargado con la colaboración de ingenieros, diseñadores y otros artistas de producir un amplio espacio cuya planta baja aloja cincuenta y tres locales; distribuidos en avenidas y veredas orgánicas y fluidas, que reinterpretan la retícula del mercado tradicional; un primer piso con dos restaurantes y un bar y una azotea. El lugar cuenta con un espacio abierto perimetrado por un huerto vertical, plenamente funcional, que sirve para cosechar productos frescos que posteriormente son expuestos a la venta, completando así un ciclo de producción-distribución-venta dentro del Mercado Roma.

## Datos clave[9]
- Arquitectos Rojkind Arquitectos
- Ubicación Mexico City, Mexico
- Equipo de Diseño Rojkind Arquitectos - Michel Rojkind (Founding Partner), Gerardo Salinas (Partner), Barbara Trujillo, Adrian Aguilar, Adrián Krezlik, Rodrigo Flores, Rodrigo Medina, Andrea León, Beatriz Zavala, Rosalba Rojas (Media). Chic by accident - Emmanuel Picault, Ludwig Godefroy
- Muebles AGENT - Alberto Villareal (Creative Director), Felipe Castañeda, Paul Rocco - Rodrigo Berrondo, Pablo Igartúa
- Diseño Gráfico Cadena & Asociates
- Ingeniería Estructural Maximiliano Tenenbaum Rosenfeld
- Pan dulce Mercado RomaIluminación Luz & Forma

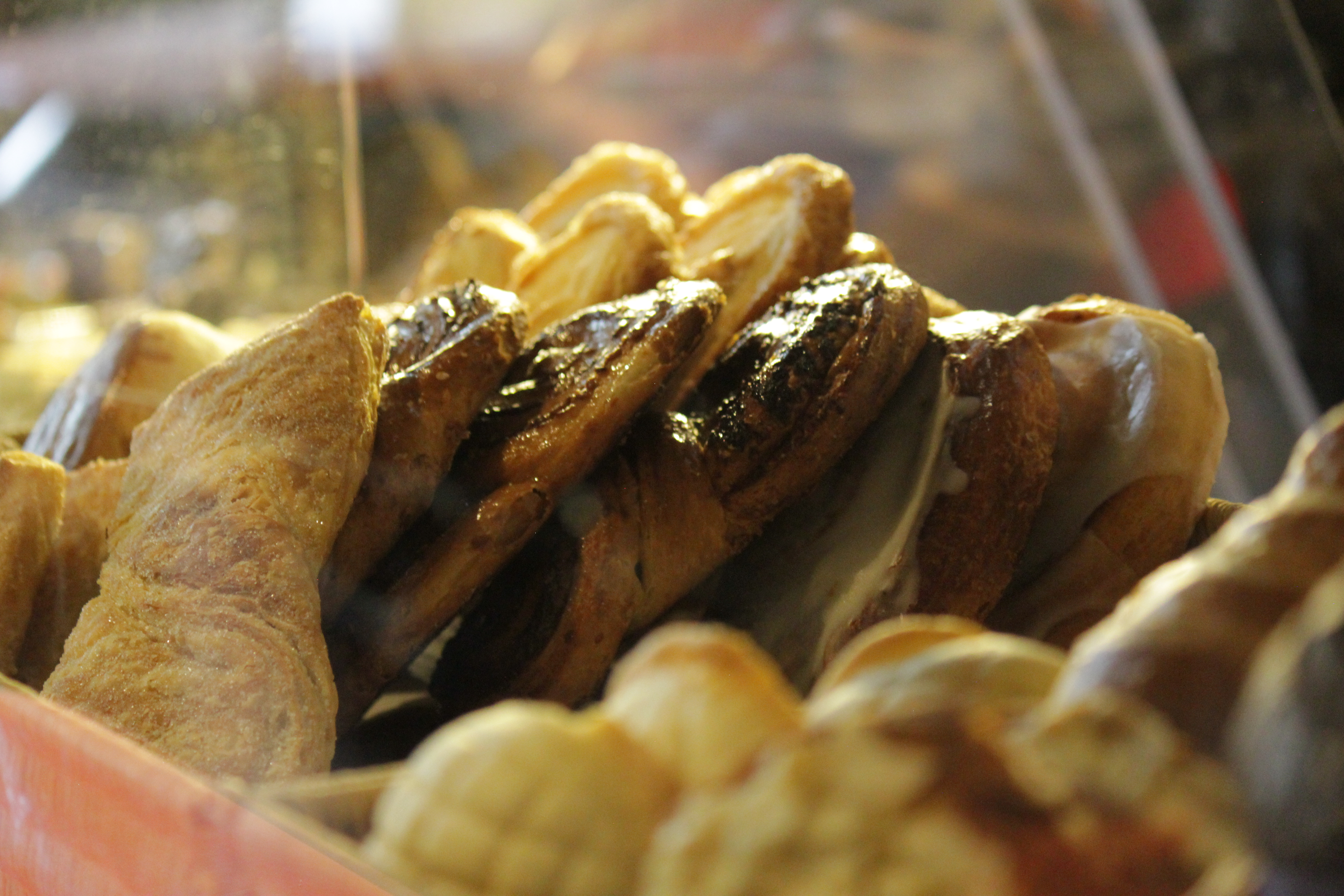
Pan dulce Mercado Roma

- Diseño de Suelos Cecilia León de la Barra
- Huerto Vertical Huertos Concretos
- Programa Comercial
- Estatus En Funcionamiento
- Área 1,750 sqm
- Client Carlos Sacal, Alberto Sacal, Salomón Sacal

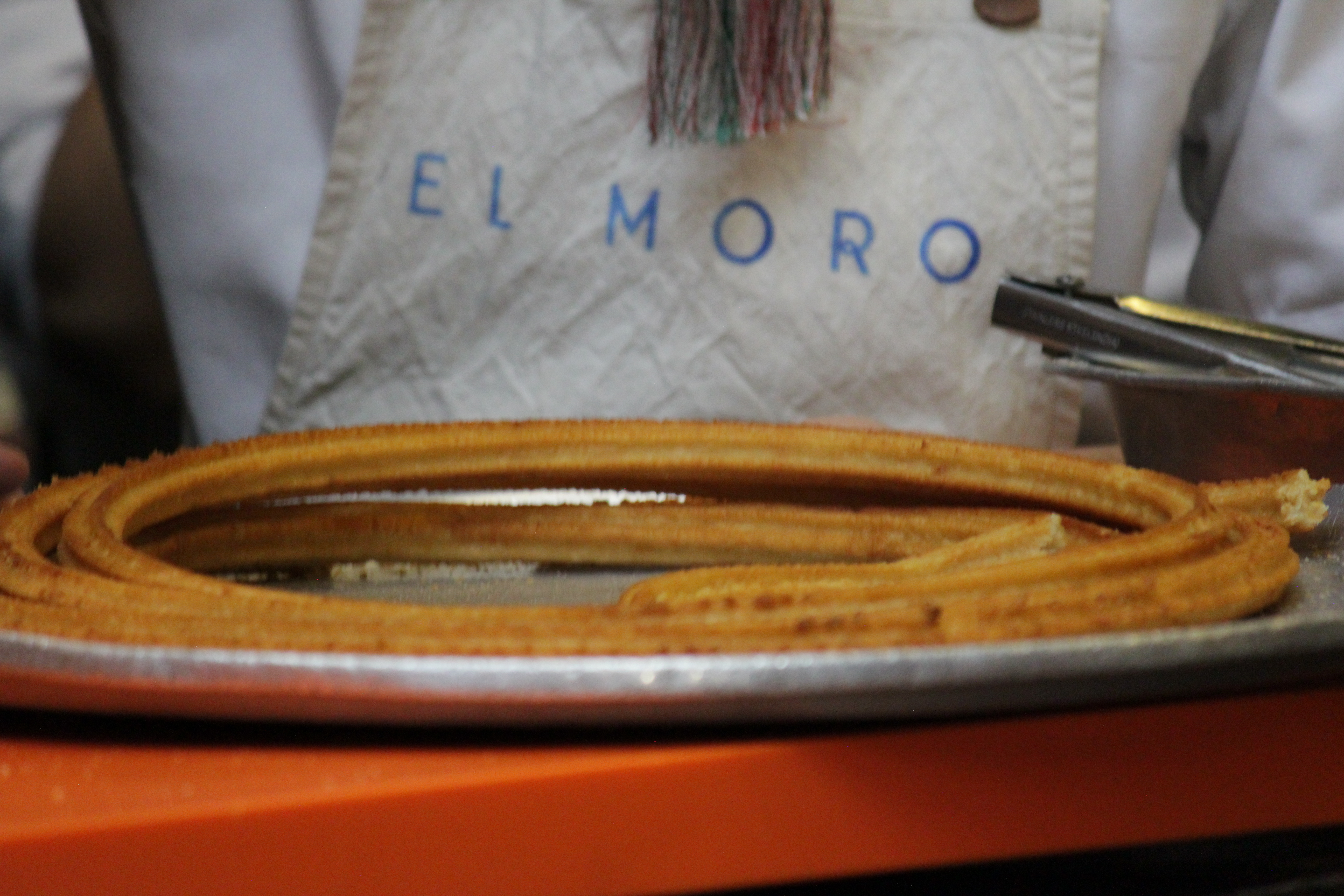
Churreria "El Moro"

- Churreria "El Moro"Año 2013

## Datos clave

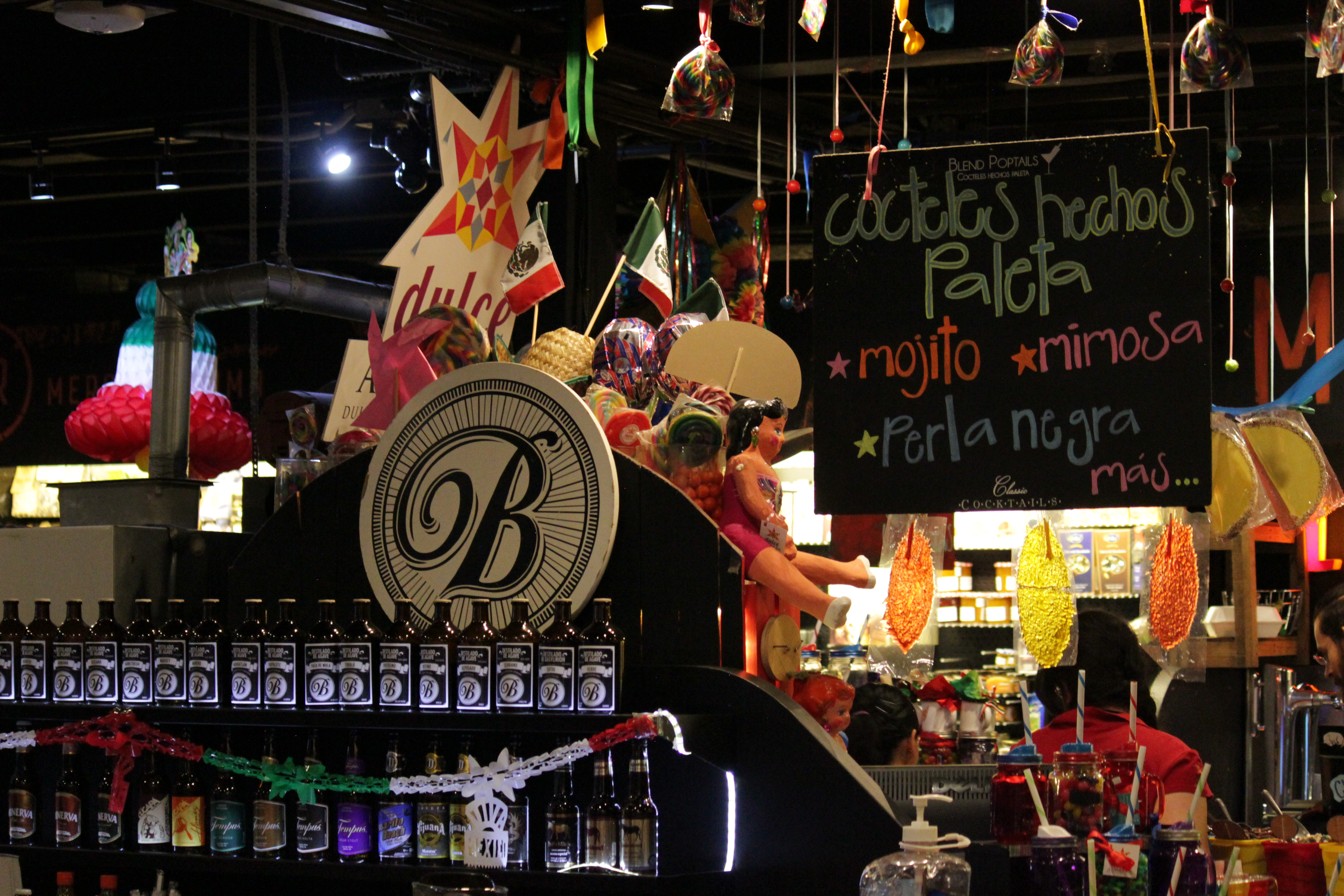
Local de cervezas artesanales Mercado Roma